# Charles Ayivi
Charles Ayivi, né en 1931, est un joueur de football togolais. Il a débuté à l'âge de sept ans au sein de l'équipe junior des Eleven Wise avant de s'engager avec le Club omnisports Modèle de Lomé au poste de demi-aile. Il joue également à tous les postes de la ligne d'attaque.
Sélectionné dix fois en l'espace de deux saisons. Capitaine et arrière central des Éperviers du Togo.
Il s'est aguerri au contact d'un entraîneur du Stade français.

## Liens
- Sous le maillot de la modèle de LOME